# Romance da Rosa

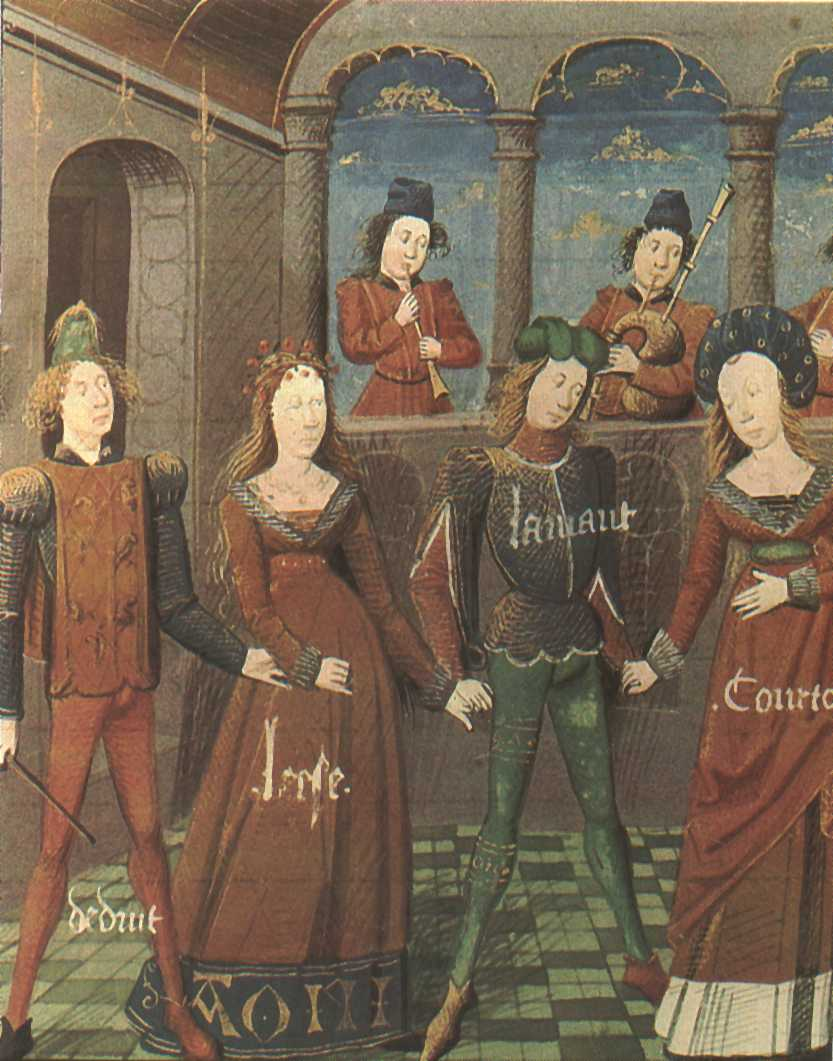
Alegorias dançando numa iluminura de um manuscrito do Romance da Rosa.

O Romance da Rosa (Roman de la Rose, em língua francesa) é um poema francês medieval escrito como um sonho alegórico sobre o amor. A obra está dividida em duas partes, muito diferentes entre si, sendo a primeira uma das principais obras literárias influenciadas pelo amor cortês. A segunda parte, escrita por outro autor, adota um tom mais filosófico e mundano.

## Partes
A obra está composta por duas partes, escritas por dois escritores distintos em versos octossilábicos. A primeira foi escrita por Guilherme de Lorris na década de 1230 e descreve as tentativas de um cortesão para conquistar sua amada, representada por uma rosa. A ação ocorre num jardim cercado por um muro, cujo interior representa o romance, enquanto o exterior representa a vida comum. O poema é narrado em primeira pessoa e os personagens, além do narrador, são alegorias como a Razão e a Inveja, ou figuras mitológicas como Amor. Guillaume escreveu para um público cortesão, e sua parte funciona como uma espécie de manual sobre a "arte de amar".
Gullaume deixou a obra incompleta, com 4058 versos. Cerca de 1275, 40 anos depois de concluída a primeira parte, o romance foi continuado por Jean de Meun, que acrescentou-lhe 17724 novos versos, terminados por volta de 1280. Esta segunda parte é muito diferente ideologicamente da primeira, descrevendo o amor e as mulheres sob uma luz negativa. A rosa, inalcançada na inacabada primeira parte, termina sendo arrancada do jardim por meio da traição. Ao longo da segunda parte, Meun faz um resumo do conhecimento filosófico e científico da sua época.

## Influência

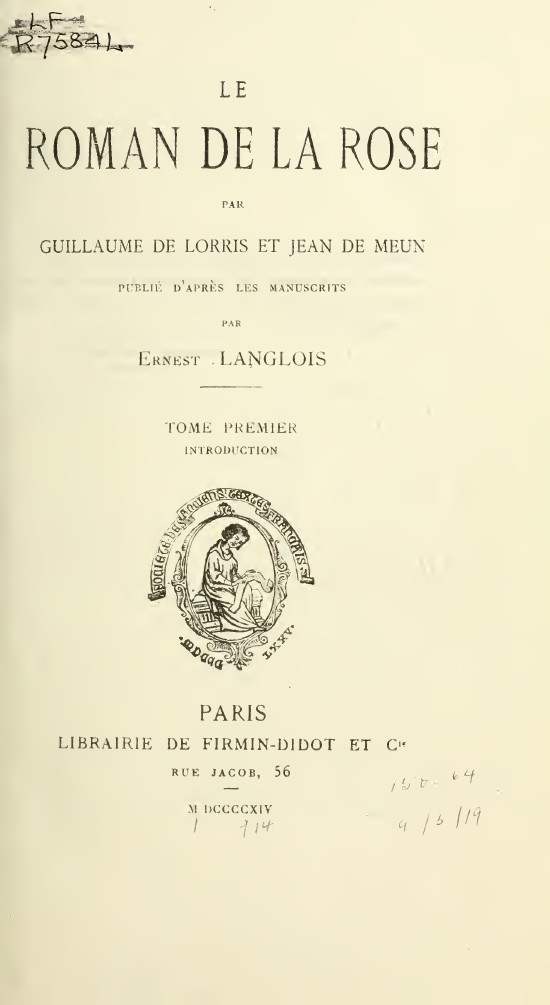
Roman de la Rose (ed. 1914)

O Romance da Rosa foi uma obra extremamente famosa na Idade Média francesa, conhecendo-se atualmente mais de 300 manuscritos, muitos dos quais belamente iluminados. A misoginia e sensualidade da segunda parte, porém, despertaram severas críticas de personalidades da época como Cristina de Pisano e Jean de Gerson. Isso não impediu sua influência na obra de franceses como Guillaume de Machaut, Jean Froissart, Eustache Deschamps e François Villon e estrangeiros como os os italianos Petrarca e Dante e os ingleses John Gower e Geoffrey Chaucer. Este último chegou a traduzir uma parte do poema (The Romaunt of the Rose).